# SNA-Agar
SNA-Agar (Synthetic Nutrient-Poor Agar bzw. Synthetischer Nährstoffarmer Agar (SNA)) ist ein speziell auf Pilze ausgerichtetes Nährmedium, das in Mikrobiologischen Labors verwendet wird. Es handelt sich um ein Minimal- und Selektivmedium, das für Pilze lebenswichtige Makro- und Mikronährstoffe enthält, und das Wachstum anderer Mikroorganismen (z. B. Bakterien) hemmt.
Da mit Agar versetzt, kann dieses Nährmedium auf Petrischalen verwendet werden, um das Wachstum von Pilzmyzelien zu beobachten. Zu den häufig auf SNA-Agar kultivierten Pilzarten gehören Penicillium, Fusarium und Trichoderma.

## Bestandteile
Der Nährboden enthält Glucose, Saccharose, Kaliumhypophosphit, Kaliumnitrat, Kaliumchlorid, Magnesiumsulfat und Agar. Der pH-Wert wird mit Kalilauge auf 5,5 eingestellt. Die genauen Mengenangaben variieren je nach Hersteller.
Dem SNA-Medium können auch Antibiotika wie Chloramphenicol, Penicillin G, Ampicillin oder Kanamycin hinzugefügt werden, um das Wachstum von Bakterien effektiv zu hemmen.

## Bebrütung und Auswertung
SNA-Agar wird normalerweise bei 20 °C im Inkubator bebrütet und zeigt nach ein bis zwei Tagen für das Auge sichtbares Wachstum von Pilzkolonien.